# Trofeo Luis Ocaña
El Trofeo Luis Ocaña era una prueba ciclista profesional que se disputaba en la provincia de Cuenca (España), en homenaje al ciclista español Luis Ocaña, ganador del Tour de Francia en 1973, víctima de la hepatitis C y de una fuerte depresión.
La prueba de disputa con el formato de clásica, en solamente un día y con un recorrido de aproximadamente 200 kilómetros. Se disputa habitualmente durante el mes de septiembre.
La primera edición fue en 1991 y su primer ganador fue Piotr Ugrumov. El corredor con más victorias es Marino Alonso, con dos.

## Palmarés
| Año  | Ganador            | Segundo                   | Tercero                  |
| ---- | ------------------ | ------------------------- | ------------------------ |
| 1991 | Piotr Ugrumov      | Santos Hernández          | Martín Farfán            |
| 1992 | Tony Rominger      | Óscar de Jesús Vargas     | Piotr Ugrumov            |
| 1993 | José Ramón Uriarte | Fernando Escartín         | Juan Antonio Zarrabeitia |
| 1994 | Oliverio Rincón    | José María Jiménez        | José Ramón Uriarte       |
| 1995 | Marino Alonso      | José Jaime González       | Félix García Casas       |
| 1996 | David Etxebarria   | Melcior Mauri             | Daniel Clavero           |
| 1997 | Marino Alonso      | Igor González de Galdeano | Abraham Olano            |
| 1998 | Elio Aggiano       | Francisco Javier Cerezo   | Óscar Freire             |
| 1999 | José Luis Rebollo  | Óscar Freire              | Aitor Garmendia          |
| 2000 | Jon Odriozola      | Haimar Zubeldia           | Francisco Javier Cerezo  |

## Palmarés por países
| País     | Victorias |
| -------- | --------- |
| España   | 6         |
| Letonia  | 1         |
| Suiza    | 1         |
| Colombia | 1         |
| Italia   | 1         |